# Takka takka
Takka takka is een popart-schilderij van de schilder Roy Lichtenstein uit 1962.
Het werk in olieverf op doek toont een machinegeweer dat schiet terwijl het boven de camouflage van palmbladeren ligt. In het schilderij herkennen we de 'comic book'-stijl die typerend is voor Lichtenstein.

## Achtergrond
Lichtenstein was piloot in het Amerikaanse leger die werd ingezet tijdens de Tweede Wereldoorlog.
De bron van Takka Takka is het stripboek 'Battlefield Action #40'. De titel van het werk is afkomstig van de onomatopee die het geluid weergeven dat afkomstig is van een machinegeweer.
De grofheid van de striptekening in samenwerking met de geschreven tekst geeft aan het schilderij een kracht en een dubbelzinnigheid. Het schilderij laat een blijvende indruk na van het oorlogsgeweld. Daarnaast geeft het werk ook een inzicht in de rol die beelden speelden tijdens de oorlog. Lichtenstein beperkte zich tot het tonen van het oorlogstuig op het moment dat het doet waarvoor het bedoeld en massaal geproduceerd is.

## Kritiek op het werk
Er kwam kritiek op het werk van Lichtenstein door criticus Sophie Gilbert. Zij beschouwde Takka Takka als een voorbeeld van "agressieve hypermannelijke oorlogschilderijen". Ze vond dit door de afbeelding van de geweren die geluidseffecten creëren en het gebruik van onomatoperende woorden tijdens militaire conflicten.